# Trg francoske revolucije
Trg francoske revolucije je eden izmed trgov v Ljubljani; poimenovan je po francoski revoluciji. Na trgu se stikajo Vegova ulica in Rimska ter Emonska cesta, na vzhod ga zapira Turjaška palača, v kateri ima prostore Mestni muzej Ljubljana.

## Zgodovina
Trg je nastal leta 1793 potem ko so bila podrta Križniška ali Nemška vrata in stražarnico ob njih. Najprej je bil poimenovan kot Križniški trg, po nemškem viteškemu redu, ki so imeli tukaj samostan in cerkev. Med letoma 1892 in 1928 se je imenoval Valvasorjev trg.
13. novembra 1928 je občinski svet trg poimenoval kot Napoleonov trg kar je ostalo do leta 1952. 13. oktobra 1929 je bil na trgu postavljen Ilirski steber, spomenik Ilirskim provincam, delo arhitekta Jožeta Plečnika in kiparja Lojzeta Dolinarja. Obelisk z vgrajenim prahom iz groba padlega francoskega vojaka sestavjajo grobo obdelani kvadri kraškega marmorja, v katerega so vgravirani zlati napisi. Arhitekt je podnožje obdal s štirimi betonskimi stebri in tako dosegel učinek stopnjevanja višine. Palmova vejica je bila darilo francoske republike in je bila na obelisk pritrjena naknadno. Leta 1937 so na trgu postavili še spomenik Simonu Gregorčiču, delo kiparja Zdenka Kalina. Doprsni kip stoji na podstavku iz starih kamnov. Po Plečnikovih načrtih so v letih 1952 do 1956 uredili tudi poletno gledališče v Križankah.
Leta 1952 je Skupščina Mestnega ljudskega odbora Ljubljana trg preimenovala v Trg francoske revolucije.
Leta 2002 je bil trg obnovljen, pretlakovan po načrtih, ki sta jih zasnovala arhitekta Boro Rotovnik in Marjan Ocvirk. Na trg sta postavila veliko cvetlično korito iz umetnega kamna ter ga zaprla za promet. 
Leta 2009 je bil razglašen za kulturni spomenik državnega pomena v sklopu Plečnikove Zelene avenije.

## Urbanizem
Trg poteka v smeri zahod-vzhod. Trg ob parku Križank zaključuje kamniti zid. 
Ob  trgu se nahajajo:
- Križanke, Srednja šola za oblikovanje ter manjši gostinski lokal;
- cerkev Marije pomočnice;
- Mestni muzej Ljubljana;
- Na Trgu francoske revolucije 7 domuje Slovensko muzejsko društvo;
- V stavni na št. 6 so: Društvo slovenskih Skladateljev‎, Glasbenoinformacijsko središče Slovenije - zavod za glasbeno kulturo‎, Hartman družba za glasbeno založništvo, trgovino, posredovanje, svetovanje in proizvodnjo d.o.o., poslovna enota Hartman muzikalije‎, Sigic - slovenski Glasbenoinformacijski center;
- V drugih stavbah pa poslovni in gostinski ter stanovanjski prostori.